# Julien Léopold Boilly
Julien Léopold Boilly (* 30. August 1796 in Paris; † 14. Juni 1874 ebenda), auch als Jules Boilly bekannt, war ein französischer Maler und Lithograf.
Julien Léopold Boilly war Sohn und Schüler des Künstlers Louis-Léopold Boilly (1761–1845). Er besuchte die Schule in Versailles und war Schüler von Antoine-Jean Gros. Ab 1814 studierte er an der École des Beaux-Arts in Paris. 1826 unternahm er eine Italienreise. Unter anderem fertigte er 73 Aquarellkarikaturen von Mitgliedern des Institut de France, darunter der französische Mathematiker Adrien-Marie Legendre, das einzige bekannte Bild von diesem.
Bekannt war Boilly auch als Sammler von Zeichnungen, Büchern und Autographen. Seine Sammlung von Zeichnungen wurde 1869 in Paris versteigert, der Rest seiner Sammlungen nach seinem Tode 1874 in Paris.
Seine Brüder Edouard Boilly (1799–1854) und Alphonse Boilly (1801–1867) waren ebenfalls als Künstler tätig.

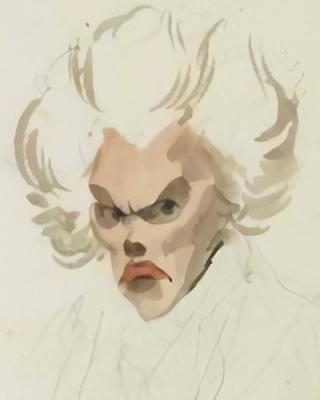
Adrien-Marie Legendre
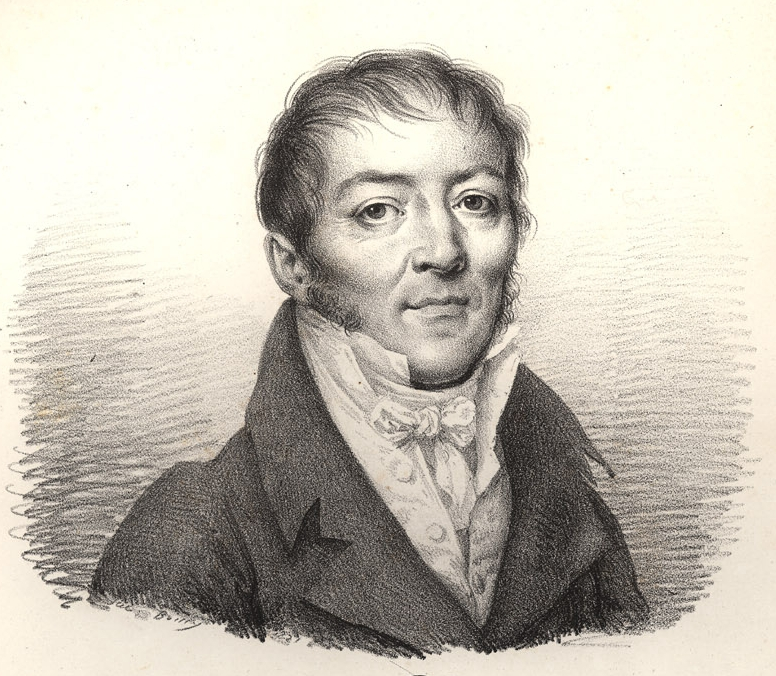
Alexis Bouvard
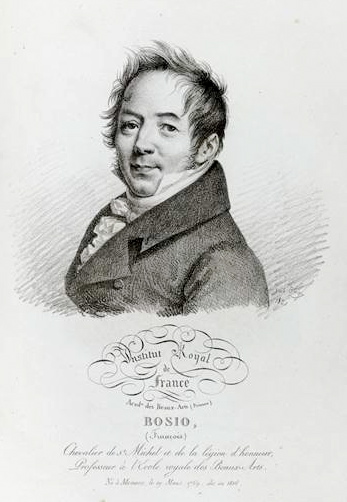
François Joseph Bosio
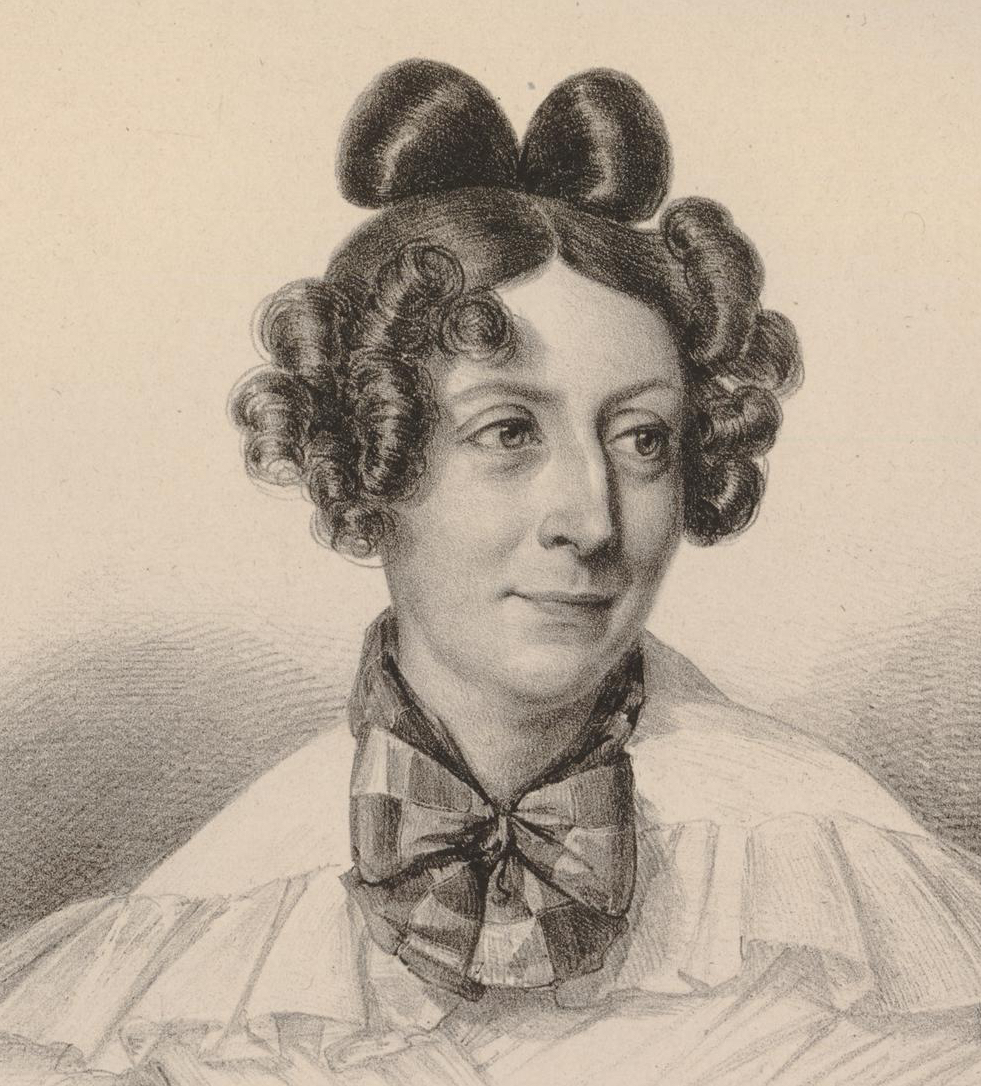
La duchesse d’Abrantès
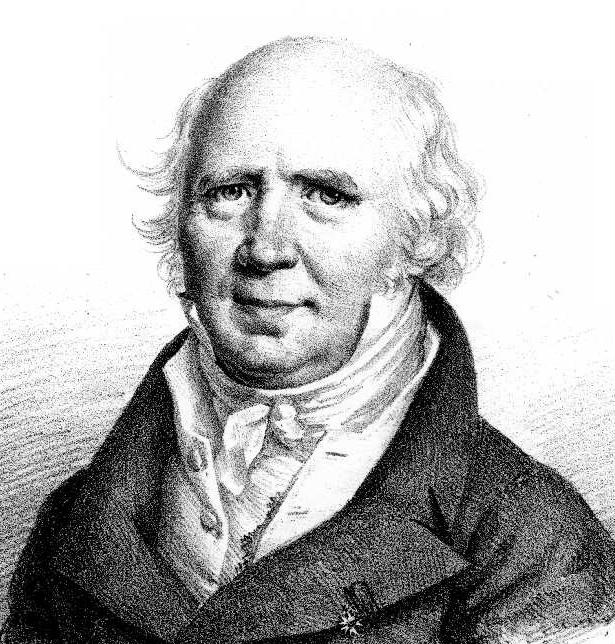
Pierre-Simon Girard
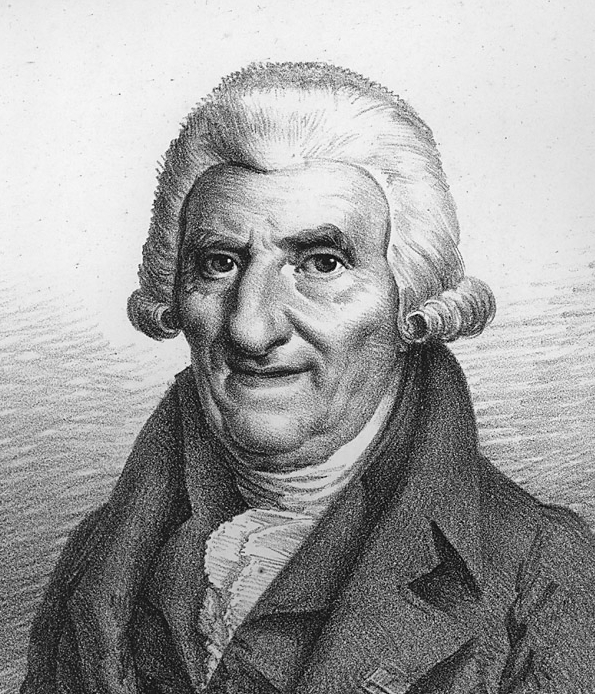
Jean-Dominique Cassini
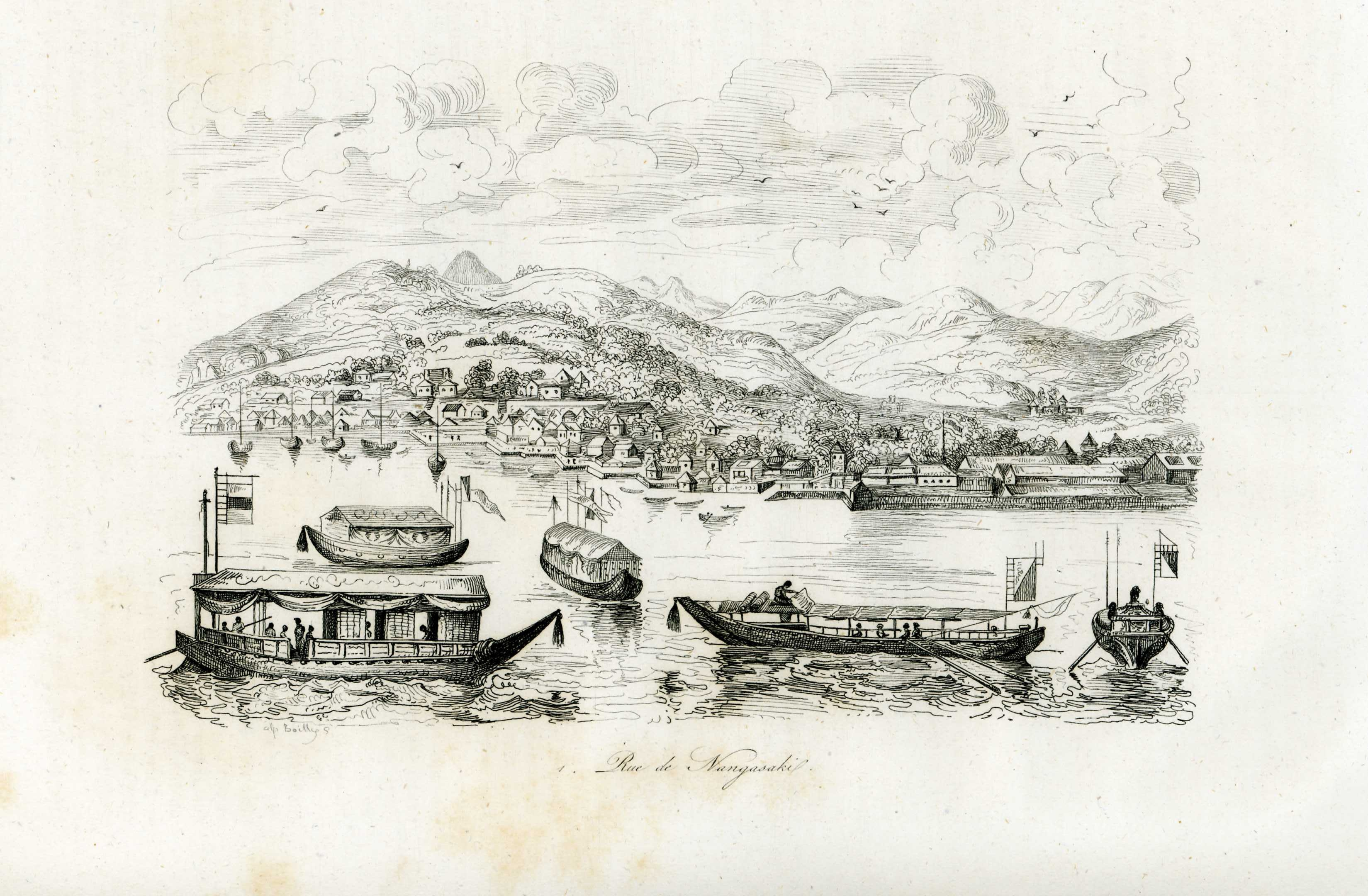
Ansicht von Nagasaki

## Werke
- Iconographie de l’Institut royal de France. [ca. 1820–1821]. 87 Tafeln (Digitalisat).
- Institut royal de France. Recueil de portraits de personnages célèbres faisant partie des quatre différentes classes académiques de l’Institut, lithographiés par Boilly fils. Blaisot, Paris [ca. 1820–1823]. 158 Tafeln.
- Collection de costumes italiens, dessinés nature en 1827. Daudet l’ainé, Paris [1827].
- Biographie des femmes auteurs contemporaines françaises, avec portraits dessinés par M. Jules Boilly, sous la direction de Alfred de Montferrand. Armand-Aubrée, Paris 1836 (Digitalisat).
- Voyage pittoresque dans les deux Amériques : résumé général de tous les voyages. Par les rédacteurs du voyage pittoresque autour du monde. Publ. sous la dir. de Alcide d’Orbigny. Accompagné de cartes et de nombreuses gravures en taille-douce sur acier, d’après les dessins de MM. de Sainson et Jules Boilly. L. Tenré Paris 1836.